# Indra Sistemas
Indra Sistemas S.A. és una empresa multinacional espanyola del sector de les tecnologies de la informació i la comunicació. Actua com a consultora per desenvolupar i implementar solucions tecnològiques. Va ser fundada el 1993. És una empresa important a nivell estatal i europeu. El nom prové del déu indi Indra.
Entre els seus clients hi ha exèrcits de l'OTAN i Iberoamèrica. També ha aportat solucions tecnològiques als àmbits del transport, la indústria, l'administració pública, la sanitat, serveis financers, seguretat, defensa i telecomunicacions.

## Història
La primera empresa precedent al grup empresarial que és Indra Sistemas fou Experiencias Industriales, creada el 1921 a Aranjuez (Madrid). El 1992 es fusionà Ceselsa i el grup Inisel, el que va conduir el 1993 a la creació del grup Indra. El volum de negoci amb el que començà fou de 360 milions d'euros i tenia 4000 treballadors. Entre el 1992 creà el projecte d'informació i comunicació per als Jocs Olímpics de Barcelona de 1992.
Entre 1993 i 1995 creà per al Banc d'Espanya el Sistema Nacional de Compensació Electrònica, el sistema de recompte de vots per al Ministeri d'Interior d'Espanya, sistemes de venda automàtica de bitllets per a la Direcció General de Tràfic i el Centre de Control i Monitoratge de satèl·lits d'Hispasat. El 23 de març de 1999 es convertí en una empresa íntegrament privada i cotitzà a la Borsa. Va formar part en poc temps de l'IBEX 35.
Entre el 1995 i 2003 va ser un dels principals contractats del Ministeri de Defensa d'Espanya en quantitat de contractes i import econòmic. Al mateix temps que eixe període fou "sotmès a auditoria de costos i preus per part del Grupo de Evaluación de Costes (GEC).
El 2003 va publicar el Pla Director de Responsabilitat Corporativa per uniformitzar les actuacions de l'empresa. Entre 2000 i 2006 creix i s'expandeix: el 2001 adquirí l'empresa Europraxis i el 2002 canvia la seu a Arroyo de la Vega, Alcobendas (Madrid), i publica el seu codi de conducta professional. El 2007 adquireix Azertia i Soluziona, el que va augmentar la plantilla d'unes 20.000 persones. Va tindre una presència internacional important i va arribar a cotitzar a l'índex de sostenibilitat Dow Jones a l'àmbit de servicis d'Internet i Tecnologies de la Informació. Eixe any es crea Indra BMB, dedicada al sector financer.
Durant la crisi es va ressentir una mica.
Entre 2011 i 2013 va finançar il·legalment al Partit Popular de Madrid a qui va entregar uns 600.000 euros. A canvi es beneficià amb licitacions inflades, segons va concloure la Unitat Central Operativa de la Guàrdia Civil el setembre de 2017.
Segons un informe del 2015 d'Intermon Oxfam, Indra era l'única empresa de l'IBEX-35 que no tenia diners a paradisos fiscals el 2013. El 2014 el capital social subscrit i desembossat era de 32.826.507,80 € dividit en 164.132.539 accions. El 2015 operava a 125 països.
Després de les eleccions del 21-D de 2017 el Govern d'Espanya va haver de triar entre Indra i Scytl per al recompte de vots.

### Internacionalització
- La primera filial a l'exterior fou a Buenos Aires, el 1994.[10] Eixe mateix any es convertí "en el primer proveïdor no nord-americà de la US Navy de sistemes automàtics de manteniment i simulació".
- El 1995, a les Filipines.
- El 1997 opera al Con Sud i crea una segona filial a l'Argentina. També operen a la Xina.
- El 1998 creà un filial a Portugal.
- El 1999 creen a Múnic el Eurofighter Simulation Systems.
- El 2000 "desenvolupen el sistema per a l'emissió de passaports i visats d'alta seguretat per als consolats portugueses en més de 100 països".
- El 2002 treballen en sistemes de recompte electorals d'Espanya, Noruega, Regne Unit i Argentina. També obrin una filial a Brasil.
- El 2003 creen el sistema de venda de tiquets per al metro de Santiago de Xile. Desenvolupen parts del sistema de navegació Galileo (GNSS).
- El 2004 s'adhereix al Pacte Mundial de les Nacions Unides. També assessoren a Telefònica a Llatinoamèrica.
- El 2007 creà una filial a Bahrain.
- El 2008 desenvolupen tecnologia per a l'Espai Únic Europeu.
- El 2009 "automatitzà les hidroelèctriques del Marroc i la gestió de la xarxa d'aeroports". La Marina dels EUA contractà per a modernitzar els entrenadors de vol.[11] A Tailàndia li adjudicaren a Aerothai per als sistemes de vigilància als aeroports de Suratthani, Ubon Ratchathani i Phuket.[12]
- El 2010 gestiona la majoria del tràfic aeri.
- El 2011 desenvoluparen el sistema de gestió ferroviària anomenat Davinci.
- El 2012 col·labora en l'ampliació del canal de Panamà.
- El 2013 es converteix en l'empresa de tecnologia més important de Brasil. També proveïdor de Zurich a nivell internacional.
- El 2014 desenvolupen la plataforma Atenea per a Smart cities.[13]
- El 2017 participà en la construcció del prototip d'accelerador de partícules LIPAC (localitzat al Japó).[14]

## Presidents
- Javier Monzón de Cáceres[15] (1992[16]-gener de 2015)[7]
- Fernando Abril-Martorell (29 de gener de 2015 - maig de 2021)[17][18]
- Marc Murtra (maig de 2021 - actual)[19]

## Estructura d'accionistes
Segons la informació oficial, l'any 2020 l'estructura d'accionistes de l'empresa era la següent:
| Societat                                              | Accions |      |
| ----------------------------------------------------- | ------- | ---- |
| Capital flotant                                       | 48,5%   | 48.5 |
| Sociedad Estatal de Participaciones Industriales S.A. | 18,7%   | 18.7 |
| Corporación Financiera Alba                           | 10,5%   | 10.5 |
| Fidelity Investments                                  | 9,8%    | 9.8  |
| State Street Corporation                              | 3,2%    | 3.2  |
| Norges Bank                                           | 3,2%    | 3.2  |
| T. Rowe Price                                         | 3,1%    | 3.1  |
| Santander Asset Management                            | 3,0%    | 3    |